# Пунтус, Иван Григорьевич
Иван Григорьевич Пунтус (24 февраля 1905, с.Костобобр, Семёновский район Черниговская область — 26 октября 1990, Москва) — советский военачальник, военный лётчик. Командир 8-го истребительного авиационного корпуса ПВО и 2-й гвардейской истребительной авиационной дивизии ПВО в Великой Отечественной войне, командующий воздушной армией, генерал-лейтенант авиации (1958).

## Биография
Иван Григорьевич Пунтус родился 24 февраля 1905 года в селе Костобобр Черниговской губернии в Российской империи, ныне село Костобобров Черниговской области на Украине. Украинец.
В Красной армии с сентября 1927 года по сентябрь 1930 года и с 1931 года. Окончил полковую школу 74-го артиллерийского полка Северо-Кавказского военного округа в 1927 году, Ленингрдаскую школу переподготовки командиров запаса в 1931 году, Луганскую школу летчиков в 1933 году, Одесские курсы высшего пилотажа и воздушных стрельб 8-й военной школы пилотов в 1936 году, авиационный факультет Высшей военной академии Генерального штаба имени К. Е. Ворошилова в 1950 году.
С сентября 1927 года проходил службу в 74-м артиллерийском полку Северо—Кавказского военного округа, был курсантом полковой школы, помощником командира взвода, временно исполнял обязанности политрука полка. В сентябре 1930 года уволен в запас. В апреле 1931 года вновь призван в ряды РККА и направлен в Ленинградскую школу переподготовки командиров запаса. Затем с декабря 1931 года учился в Луганской школе военных пилотов Харьковского военного округа. По её окончании с июля 1933 года служил в 106-й истребительной авиационной эскадрилье Белорусского военного округа летчиком, старшим лётчиком, командиром звена.
В июле 1936 года направлен на курсы высшего пилотажа и воздушных стрельб 8-й военной школы пилотов в Одессе, по окончании которых в декабре того же года назначен инструктором по технике пилотирования своей же эскадрильи. С ноября 1937 года по май 1938 года был в специальной командировке в Китае в должности командира звена и инструктора по технике пилотирования. Указом Президиума Верховного Совета СССР от 14 ноября 1939 года был награждён орденом Красного Знамени.
С ноября 1939 года назначен командиром 21-го истребительного авиационного полка, с августа 1940 года — заместитель командира 27-й истребительной авиационной дивизии Закавказского военного округа. С 16 июня 1941 года исполнял должность заместителя командира 3-го корпуса ПВО Закавказского военного округа по истребительной авиации (город Баку).
С началом Великой Отечественной войны И. Г. Пунтус в той же должности. С июля 1941 года подполковник Пунтус вступил в командование 8-м истребительным авиационным корпусом ПВО, сформированным в Баку на базе 27-й и 71-й истребительных авиационных дивизий для противовоздушной обороны военных промышленных объектов Северного Кавказа и Закавказья. В ноябре — декабре 1941 года и с мая 1942 года части корпуса успешно вели борьбу с самолётами—разведчиками в границах 3-го корпуса ПВО (с мая 1942 года — Бакинская армия ПВО), осуществляя патрулирование на дальних подступах к нефтепромыслам и городам Баку и Махачкала. Только в августе — сентябре 1942 года лётчики корпуса произвели свыше 150 самолёто—вылетов, при этом было сбито 2 самолёта противника. Командуя корпусом, И. Г. Пунтус проделал большую работу по формированию новых истребительных частей для действующей армии и отправке их на фронт. Всего было сформировано до 20 истребительных авиаполков, из них 14 — отправлены в действующую армию.
В сентябре 1942 года «за неорганизацию сопровождения специального самолёта ПС-84» полковник И. Г. Пунтус был снят с должности. В октябре возглавил 102-ю истребительную авиационную дивизию, которая принимала активное участие в Сталинградской битве. Дивизия выполняла задачи прикрытия от ударов с воздуха Сталинграда, Астрахани, железнодорожных и шоссейных коммуникаций, водных путей сообщения на подходах к Сталинграду. Одновременно части дивизии прикрывали войска Юго—Восточного (с 28 сентября 1942 года — Сталинградский) фронта, наносили штурмовые удары по наземным войскам противника, сопровождали бомбардировочную и штурмовую авиацию своих ВВС. В ходе контрнаступления советских войск — участвовали в осуществлении блокады и уничтожении окружённой группировки 6-й немецкой армии. Всего в период Сталинградской битвы дивизией было уничтожено свыше 300 самолётов противника. За образцовое выполнение заданий командования Указом Президиума Верховного Совета СССР от 6 февраля 1943 года 102-я истребительная авиационная дивизия была награждена орденом Красного Знамени. В марте она была преобразована во 2-ю гвардейскую истребительную авиационную дивизию с присвоением почётного наименования «Сталинградская».
Дивизия под руководством полковника И. Г. Пунтуса прикрывала войска Отдельной Приморской армии в ходе Керченско—Эльтигенской десантной и Крымской наступательной операций. За отличное выполнение заданий командования в этих операциях в апреле 1944 года она была награждена орденом Суворова 2-й степени. В последующем 2-я гвардейская истребительная авиационная Сталинградская дивизия выполняла задачи по прикрытию с воздуха города Одесса, а также коммуникаций, войск и тыловых объектов 3-го и 2-го Украинских фронтов, участвовала в освобождении Румынии.
С мая по декабрь 1944 года дивизия действовала в границах 12-го корпуса ПВО в составе Южного фронта ПВО. За этот период частями дивизии было сбито 11 самолётов противника. С января 1945 года и до конца войны дивизия вела боевые действия в составе Юго—Западного фронта ПВО.
После войны с января 1947 года генерал-майор авиации И. Г. Пунтус командовал Московским истребительным авиационным корпусом ПВО. С января 1951 года, по окончании Высшей военной академии им. К. Е. Ворошилова, он был назначен помощником командующего, а в декабре 1953 года — командующим 52-й воздушной истребительной армией ПВО, обороняющей Москву и Центральный промышленный район. С июня 1954 года — заместитель командующего, затем 1-й заместитель командующего этой армией. С августа 1956 года исполнял обязанности генерал—инспектора по авиации и ПВО Штаба ОВС государств—участников Варшавского Договора и 10-го управления Генштаба, а с августа 1960 года — ПВО стран народной демократии и главнокомандующего Войсками ПВО страны.
С 1966 года генерал—лейтенант авиации (звание присвоено в 1958 году) И. Г. Пунтус — в запасе. 
Умер 26 октября 1990 года в Москве. Похоронен на Головинском кладбище в Москве.

## Награды
- Орден Ленина[2];
- 2 ордена Красного Знамени[2];
- орден Кутузова II степени[2];
- 2 Ордена Отечественной войны I степени[2];
- Орден Красной Звезды[2];
- медали